# Моја слатка дебељуца
Моја слатка дебељуца (шп. Mi gorda bella) венецуеланска је хумористичка теленовела, продукцијске куће RCTV, снимана током 2002. и 2003.
У Србији је приказивана у периоду од 2007. до 2009. на каналима ТВ Ентер и Филм плус.

## Синопсис
Ово је прича о Валентини, младој жени која се бори за правду и љубав. Пошто пати од сталног вишка килограма, она не верује да може било коме да се свиди и не може да поверује да би неки згодни младић хтео да се забавља са њом.
Али једном таквом се допала јер је он као и сви њени пријатељи видео ону унутрашњу лепоту која се крије иза буцмасте девојке и изглед му нимало није битан. У исто време, она жели да истера правду у име њених мртвих родитеља и бори се да поврати наследство које су јој оставили. Њена жеља да успе је понекад и јача од љубави коју осећа према момку који жели да буде са њом.
А њена борба за наследство је жустра и понекад опасна. Чак и када живот њене љубави дође у опасност она не одустаје од свог циља и упорно тражи правду.

## Улоге
| Глумац:               | Улога:                                              |
| --------------------- | --------------------------------------------------- |
| Наталија Стрејгнард   | Валентина Виљануева Ланз Беља де ла Роса Монтијел   |
| Хуан Пабло Раба       | Орестес Виљануева Меркури Лирио де Плата            |
| Илда Абраамз          | Олимпија Меркури де Виљануева Марија Хоакина Креспо |
| Норкис Батиста        | Чикинкира Лоренз Риверо Чики                        |
| Херонимо Хил          | Франклин Карено                                     |
| Мими Лазо             | Ева Ланз де Виљануева                               |
| Ема Рабе              | Тза Тза Ланз                                        |
| Марианела Гонзалес    | Пандора Емилија Виљануева Меркури                   |
| Флавио Кабаљеро       | Хуан Анхел Виљануева                                |
| Лусијано де Алесандро | Роман Фонсека                                       |
| Белен Мареро          | Камелија Риверо де Лоренз Муњека                    |
| Феликс Лорето         | Лоренсо Лоренз Лоло                                 |
| Ајлин Селесте         | Ариадна Виљануева Меркури                           |
| Карлос Фелипе Алварез | Акилес Виљануева Меркури                            |
| Пракрити Мадуро       | Нинфа                                               |
| Амалија Перез Дијаз   | Селесте Виљануева де Дупонт                         |
| Карлос Маркез         | Сегундо Виљануева                                   |
| Маркос Морено         | Роки Хулија                                         |
| Милена Торес          | Летисија                                            |
| Ана Беатриз Осорио    | Беатриз Карено                                      |
| Уго Васкез            | Хорди Росалес                                       |
| Сандра Мартинез       | Фабиола                                             |
| Данијел Анибал Бласко | Самуел Робинсон                                     |
| Мајра Африкано        | Нереида                                             |
| Наталие Кортез        | Џесика Лопез, Џеј Ло, Помпоса                       |
| Карелиз Ољарвес       | Дебора Переира                                      |
| Лауреано Оливарес     | Кареперо                                            |
| Родолфо Ренвик        | Хорхе Кампос                                        |
| Соња Виљамизар        | Наталија                                            |
| Алеска Дијаз Гранадос | Вивијан Дуран                                       |
| Данијел Алварадо      | Хосе Мануел Севиља                                  |
| Хосе Мануел Асенсао   | Езкинаци                                            |
| Љена Алома            | Пепа Лопез Кастро Пепита                            |
| Хосе Анхел Авила      | Хосе Игнасио Пачеко                                 |
| Абелардо Бехнам       | Алехандро Силва                                     |
| Келвин Елизондо       | Хуан Карлос                                         |
| Мануел Салазар        | Луис Фелипе Виљануева                               |